# Просвещение
Просвеще́ние — передача, распространение знаний и культуры, а также и система воспитательно-образовательных мероприятий и учреждений в каком-либо государстве; система культурно-просветительных мероприятий и специальных учреждений страны. Цели, задачи и структура просвещения имеют конкретно-исторический характер и зависят от уровня экономического, политического и культурного развития общества.
Также термином «Просвещение» обозначается эпоха в истории культуры, общественной и философской мысли Европы и Америки 2-й пол. XVII — 1-й пол. XIX вв.

## Понятие
Кант считал, что для просвещения требуется только свобода, и такая свобода, при которой в любом случае можно публично пользоваться собственным разумом. Он также говорит, что публика может себя просветить сама при наличии той же свободы, так как даже среди поставленных над толпой опекунов найдутся самостоятельно мыслящие, которые, сбросив с себя иго несовершеннолетия, распространят вокруг дух разумной оценки собственного достоинства и призвания каждого человека мыслить самостоятельно. При этом следует иметь в виду, что публика, до этого поставленная ими под это иго, затем заставит их самих оставаться под ним, если ее будут подстрекать к этому некоторые ее опекуны, не способные ни к какому просвещению. Вот как вредно насаждать предрассудки, которые в конце концов мстят тем, кто породил их или кто был предшественником тех, кто породил их. По этой причине публика может достигнуть просвещения только постепенно.

Просвещение — это выход человека из состояния своего несовершеннолетия, в котором он находится по собственной вине. Несовершеннолетие есть неспособность пользоваться своим рассудком без руководства со стороны кого-то другого. Несовершеннолетие по собственной вине — это такое, причина которого заключается не в недостатке рассудка, а в недостатке решимости и мужества пользоваться им без руководства со стороны кого-то другого. Sapere aude! — имей мужество пользоваться собственным умом! — таков, следовательно, девиз Просвещения.
— Иммануил Кант. «Ответ на вопрос: что такое Просвещение?» нем. «Beantwortung der Frage: Was ist Aufklaerung?» (1784)

## История и виды
В императорской России существовало Министерство народного просвещения; в советское время его преемником стал Народный комиссариат просвещения, позднее — республиканские наркоматы и министерства просвещения в республиках СССР. В мае 2018 года образовано Министерство просвещения Российской Федерации.
Различают следующие направления просвещения как вида работы специалиста по распространению специальных знаний:
- Культурное просвещение
- Санитарное просвещение
- Психологическое просвещение
- Педагогическое просвещение
- Половое просвещение

- Половое просвещение, ограниченное воздержанием

- Политическое просвещение
- Религиозное просвещение

## Эпоха Просвещения
Также под просвещением понимается идейное течение «длинного XVIII века», основанное на убеждении в решающей роли разума и науки в познании «естественного порядка», соответствующего подлинной природе человека и общества. Невежество, мракобесие, религиозный фанатизм просветители считали причинами человеческих бедствий; выступали против феодально-абсолютистского режима, за политическую свободу, гражданское равенство. Главные представители Просвещения в Англии (где оно зародилось) — Дж. Локк, Дж. А. Коллинз, Дж. Толанд, А. Э. Шефтсбери; во Франции (где достигло высшего расцвета) — Вольтер, Ш. Монтескьё, Ж. Ж. Руссо, Д. Дидро, К. А. Гельвеций, П. А. Гольбах; в Германии — Г. Э. Лессинг, И. Г. Гердер, Ф. Шиллер, И. В. Гёте; в США — Т. Джефферсон, Б. Франклин, Т. Пейн; в России — Н. И. Новиков, А. Н. Радищев. Идеи Просвещения оказали значительное влияние на развитие общественной мысли. Вместе с тем в XIX—XX вв. идеология Просвещения нередко подвергалась критике за идеализацию человеческой природы, оптимистическое толкование прогресса как неуклонного развития общества на основе совершенствования разума. В широком смысле просветителями называли выдающихся распространителей научных знаний.